# Дивергент (фільм)
«Дивергент» (англ. Divergent, досл. «відмінна, розбіжна») — американський постапокаліптичний пригодницький бойовик 2014 року, знятий режисером Нілом Берґером. У головних ролях Шейлін Вудлі, Тео Джеймс, Ансель Елґорт. Стрічку створено на основі однойменного роману Вероніки Рот.
Сценаристами фільму стали Еван Доґерті і Ванесса Тейлор. У широкий світовий прокат стрічка вийшла 20 березня 2014 року.

## Сюжет
Світ майбутнього, у ньому суспільство поділено на 5 фракцій, виходячи з рис людини: Щирість, Альтруїзм (Зречення), Безстрашність, Дружелюбність, Ерудиція. Досягнувши 16 років, кожен підліток проходить тест, яким визначається, у якій фракції людина перебуватиме до кінця свого життя. Беатрис Прайер — шістнадцятирічна дівчина з сім'ї Альтруїзму не отримує остаточного результату, тому що вона є Дивергентом — людиною, що не може належати лише до однієї фракції й на думку влади міста загрожує повстанням і зрушенням побудованої системи Фракцій.
Трис робить несподіваний для всіх вибір, який цілковито змінює її майбутнє, її саму і несе за собою нестримний потік пригод.

## Герої
Беатріс (Тріс) Прайер — шістнадцятирічна жителька Чикаго, що під впливом війн і негараздів збудувало систему фракцій. Беатріс до 16-ти років належала до фракції Зречення, живучи у сім'ї альтруїстів — з матір'ю Наталі, батьком Ендрю та братом Калебом. Довгий час вагалася, яку фракцію вибрати, ще більше невпевненості їй додав тест, який не визначив остаточного результату, тим самим підтвердивши, що дівчина — Дивергент. Вступає до фракції Безстрашності, де закохується у свого інструктора Фора. Рішуча, альтруїстична, відважна, дещо саркастична.
Фор/Тобіас Ітон — член фракції Безстрашності та інструктор неофітів-перехідників. Мовчазний, рішучий, відважний. Відомий за кличкою «Чотири». У нього таке прізвисько, бо у хлопця лише 4 страхи, що зустрічається дуже рідко. Закоханий у Тріс, яка відповідає взаємністю.
Має татуювання на спині: знаки всіх п'яти фракцій.
Маркус Ітон — член та один з лідерів фракції Зречення. Працював в Уряді міста Чикаго. Батько Фора/Тобіаса Ітона. Відрізняється лицемірством: на людях добрий, жертовний, тихий та скромний лідер своєї фракції, а вдома жорстокий тиран. Бив сина через те, що той перейшов у іншу фракцію.
Калеб Прайер — брат Беатріс (Тріс). До шістнадцяти років жив у фракції Зречення. На церемонії Вибору перейшов до фракції Ерудиції.
Ендрю Прайер — батько Беатріс (Тріс) та Калєба. Член фракції Зречення. Працював в уряді міста Чикаго разом з Маркусом Ітоном. Народжений у фракції Ерудиції.
Наталі Прайер — мати Беатріс (Тріс) та Калєба. Член фракції Зречення. Народжена у фракції Безстрашності. Працювала в уряді міста Чикаго. Була Дивергентом.
Крістіна — подруга Тріс. Член фракції Безстрашності. Народжена у фракції Щирості. Закохана в Уілла.
Вілл — друг Тріс. Член фракції Безстрашності. Народжений у фракції Ерудиції. Закоханий в Крістіну.
Ал — друг Тріс. Ініціювався разом з Тріс до фракції Безстрашності. Намагався вбити Тріс. Після невдалої спроби вбити Тріс через почуття вини й страх покінчив життя самогубством.
Пітер Хейес — Член фракції Безстрашності. Народжений у Щирості.
Джанін Метьюз — лідер фракції Ерудиції. Народжена в Ерудиції.
Торі — член фракції Безстрашності. Працювала в салоні татуювань. Проводила тест у Беатріс. Приховала її результати, тому що здогадалась, що Тріс — Дивергент.
Ерік — лідер фракції Безстрашності. Народжений у фракції Ерудиції. Жорстокий і лицемірний. Ненавидить Фора (Тобіаса Ітона).

## У ролях
| Актор         | Персонаж                                          |
| ------------- | ------------------------------------------------- |
| Шейлін Вудлі  | Беатріс «Тріс» Прайер англ. Beatrice "Tris" Prior |
| Тео Джеймс    | Тобіас «Чотири» Ітон англ. Tobias "Four" Eaton    |
| Ешлі Джад     | Наталі Прайер англ. Natalie Prior                 |
| Тоні Голдвін  | Ендрю Прайер англ. Andrew Prior                   |
| Ансель Елґорт | Калеб Прайер англ. Caleb Prior                    |
| Рей Стівенсон | Маркус Ітон англ. Marcus Eaton                    |
| Зої Кравітц   | Крістіна англ. Christina                          |
| Кейт Вінслет  | Джанін Меттьюс англ. Jeanine Matthews             |
| Джай Кортні   | Ерік англ. Eric                                   |
| Меггі К'ю     | Торі Ву англ. Tori Wu                             |
| Майлз Теллер  | Пітер Хейес англ. Peter Hayes                     |

## Фракції
«Альтруїзм» — сповідує альтруїзм. Учасники віддають їжу, яку їм дають, ізгоям. Люди з цієї фракції прості та великодушні.
«Ерудиція» — у цій фракції присутні винятково розумні люди, вони знають усе та прагнуть розумового розвитку.
«Злагода» — об'єднує добрих і мирних людей. Вони живуть щасливо, працюють, радіють життю та всім задоволені.
«Правдолюбство» — показує нам найчесніших людей. Вони завжди говорять правду, якою б вона не була.
«Безстрашність» — сміливі та відважні люди. Вони нічого не бояться, завжди готові захистити Чикаго, чим і займаються.

## Сприйняття

### Критика
Станом на 2 лютого 2014 року рейтинг очікування фільму на сайті Rotten Tomatoes становив 99 % на основі 19,977 голосів, на Kino-teatr.ua — 100 % (2 голоси).
Фільм отримав змішані відгуки: Rotten Tomatoes дав оцінку 48 % на основі 189 відгуків від критиків (середня оцінка 5,4/10) і 76 % від глядачів із середньою оцінкою 3,9/5 (88,219 голосів). Загалом на сайті фільми має змішаний рейтинг, фільму зарахований «гнилий помідор» від кінокритиків, проте «попкорн» від глядачів, Internet Movie Database — 7,4/10 (57 322 голоси), Metacritic — 48/100 (38 відгуків критиків) і 6,0/10 від глядачів (194 голоси). Загалом на цьому ресурсі від критиків і від глядачів фільм отримав змішані відгуки.

### Касові збори
Під час показу в Україні, що розпочався 10 квітня 2014 року, протягом першого тижня фільм був показаний у 82 кінотеатрах і зібрав 114,562 $, що на той час дозволило йому зайняти 4 місце серед усіх прем'єр. Станом на 14 травня 2014 року показ стрічки триває 3 тижні і за цей час стрічка зібрала 273,401 $. Із цим показником стрічка посіла 27 місце в українському кінопрокаті 2014 року.
Під час показу у США, що розпочався 21 березня 2014 року, протягом першого тижня фільм був показаний у 3,936 кінотеатрах і зібрав 54,607,747 $, що на той час дозволило йому посісти 1 місце серед усіх прем'єр. Станом на 14 травня 2014 року показ фільму триває 55 днів (7,9 тижня) і за цей час фільм зібрав у прокаті у США 145,505,795  доларів США (за іншими даними 145,366,750 $), а у решті світу 112,990,000 $ (за іншими даними 117,000,000 $), тобто загалом 258,495,795 $ (за іншими даними 262,366,750 $) при бюджеті 85 млн $.

### Нагороди і номінації
| Номінації і перемоги фільму «Дивергент» | Номінації і перемоги фільму «Дивергент» | Номінації і перемоги фільму «Дивергент» | Номінації і перемоги фільму «Дивергент» | Номінації і перемоги фільму «Дивергент» |
| Рік                                     | Нагорода                                | Категорія                               | Номінант                                | Результат                               |
| --------------------------------------- | --------------------------------------- | --------------------------------------- | --------------------------------------- | --------------------------------------- |
| 2014                                    | MTV Movie Awards                        | Улюблений персонаж                      | Шейлін Вудлі (за роль «Тріс»)           | Перемога                                |

### Виноски
1. 1 2 3  Дивергент. Kino-teatr.ua. Архів оригіналу за 21 лютого 2014. Процитовано 2 лютого 2014.
2. 1 2  Divergent: Release Info (англ.). Internet Movie Database. Архів оригіналу за 21 грудня 2013. Процитовано 2 лютого 2014.
3. 1 2  Divergent (англ.). Internet Movie Database. Архів оригіналу за 14 травня 2014. Процитовано 15 травня 2014.
4. ↑  Divergent (2014). Box Office Mojo. IMDB. 23 червня 2014. Архів оригіналу за 4 січня 2016. Процитовано 25 червня 2014.
5. 1 2  Divergent: Full Cast & Crew (англ.). Internet Movie Database. Архів оригіналу за 23 березня 2014. Процитовано 2 лютого 2014.
6. ↑  Divergent (англ.). Rotten Tomatoes. Архів оригіналу за 30 листопада 2020. Процитовано 2 лютого 2014.
7. ↑  Divergent (англ.). Rotten Tomatoes. Архів оригіналу за 30 листопада 2020. Процитовано 15 травня 2014.
8. ↑  Divergent (англ.). Metacritic. Архів оригіналу за 27 листопада 2020. Процитовано 15 травня 2014.
9. ↑  Divergent — Ukraine Weekend Box Office (англ.). Box Office Mojo. Архів оригіналу за 17 травня 2014. Процитовано 15 травня 2014.
10. ↑  Ukraine Yearly Box Office. 2014 (англ.). Box Office Mojo. Архів оригіналу за 24 вересня 2014. Процитовано 16 травня 2014.
11. 1 2  Дивергент на сайті Box Office Mojo (англ.)
12. ↑  Divergent: Awards (англ.). Internet Movie Database. Архів оригіналу за 17 квітня 2014. Процитовано 15 травня 2014.